# Učkatunneln
Učkatunneln (kroatiska: Tunel Učka) är en vägtunnel i Kroatien. Den anlades åren 1978–1981 och är en passage för motordrivna fordon genom berget Učka i nordvästra Kroatien. Med en längd av 5 062 meter är den efter Mala Kapela-tunneln och Sveti Rok-tunneln landets tredje längsta tunnel. Den utgör en viktig förbindelselänk för vägnätet i den kroatiska delen av Istrien och övriga Kroatien.

## Beskaffenhet
Učkatunneln ingår som en del av A8 och består av ett tunnelrör och körbana med ett körfält åt vardera riktning. Det finns framtida planer på att anlägga ytterligare ett tunnelrör för att underlätta genomfart och höja säkerheten. Maximal tillåten hastighet för motorfordon är 80 kilometer per timme. Tunneln är utrustad med 83 övervakningskameror, 39 brandposter, 74 nödstationer, 5 hållplatser för fordon med tekniska problem och 3 vändplatser.
Učkatunneln är avgiftsbelagd. Avgiften kan betalas med betal- och kreditkort eller kontant i kuna eller euro.    